# 204 Velorum
204 Velorum (r Velorum) é uma estrela na direção da Vela. Possui uma ascensão reta de 10h 22m 19.61s e uma declinação de −41° 39′ 00.4″. Sua magnitude aparente é igual a 4.82. Considerando sua distância de 200 anos-luz em relação à Terra, sua magnitude absoluta é igual a 0.88. Pertence à classe espectral K1IIIvar.